# Église Sainte-Catherine de Diest
Pour les articles homonymes, voir église Sainte-Catherine.
L'église Sainte-Catherine de Diest (en néerlandais : Sint-Catharinakerk…) est une église de style gothique située dans l'enceinte du béguinage de la ville belge de Diest, dans la province du Brabant flamand.

## Historique
L'église est classée comme monument historique depuis le 20 février 1939 et figure à l'Inventaire du patrimoine immobilier de la Région flamande sous la référence 41618.

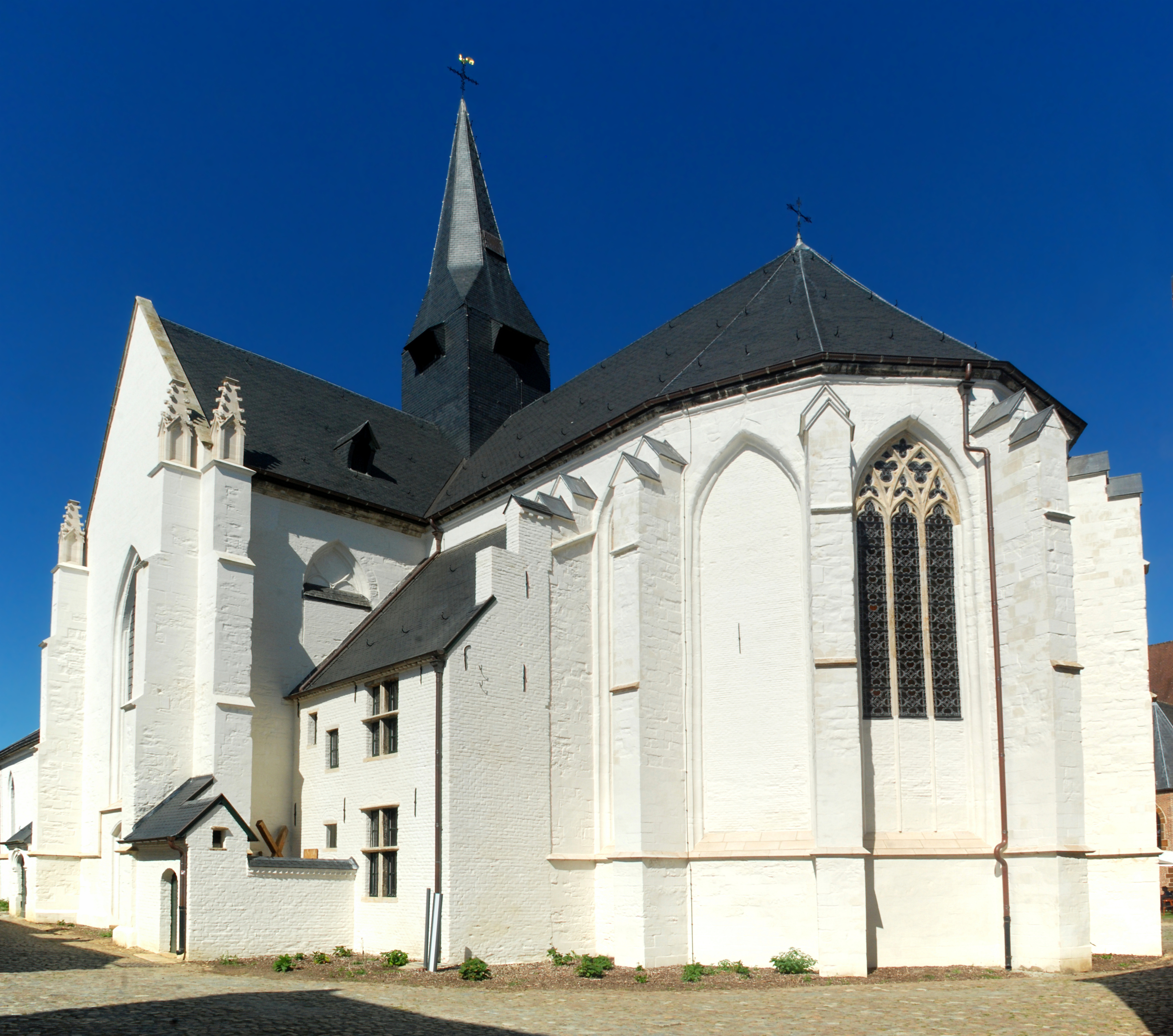
L'église vue de l'est.